# Port lotniczy Niuatoputapu
Port lotniczy Niuatoputapu (IATA: NTT, ICAO: NFTP) – port lotniczy zlokalizowany na wyspie Niuatoputapu w Królestwie Tonga. Zniszczony przez trzęsienie ziemi na Wyspach Samoa (2009).

## Linie lotnicze i połączenia
- Airlines Tonga (Vavaʻu)